# Alexander – okropny, straszny, niezbyt dobry, bardzo zły dzień
Alexander – okropny, straszny, niezbyt dobry, bardzo zły dzień (ang. Alexander and the Terrible, Horrible, No Good, Very Bad Day) – amerykański film komediowy z 2014 roku w reżyserii Miguela Artety, powstały na podstawie książki dla dzieci z 1972 roku autorstwa Judith Viorst i Raya Cruza. Wyprodukowany przez Walt Disney Pictures, 21 Laps Entertainment i The Jim Henson Company.

## Opis fabuły
Film opisuje historię jedenastoletniego chłopca Alexandra Coopera (Ed Oxenbould), którego prześladuje wieczny pech. Każdy pech Alexandra zwiastuje najgorszy dzień w jego życiu. Kiedy chłopiec dowiaduje się, że nikt nie przyjdzie na jego dwunaste urodziny, jest wściekły i obrażony na cały świat. W nocy przed swoimi urodzinami Alexander wypowiada zgubne życzenie, które sprawia, że wszyscy jego bliscy zaczynają doświadczać złej passy.

## Obsada
- Ed Oxenbould jako Alexander Cooper
- Steve Carell jako Ben Cooper
- Jennifer Garner jako Kelly Cooper
- Dylan Minnette jako Anthony Cooper
- Kerris Dorsey jako Emily Cooper
- Elise/Zoey Vargas jako Trevor Cooper
- Sidney Fullmer jako Rebecca „Becky” Gibson
- Bella Thorne jako Celia
- Megan Mullally jako Nina
- Toni Trucks jako Steph
- Donald Glover jako Greg
- Joel Johnstone jako Logan
- Jennifer Coolidge jako panna Suggs
- Samantha Logan jako Heather
- Dick Van Dyke jako on sam
- Mekai Curtis jako Paul
- Lincoln Melcher jako Phillip Parker
- Mary Mouser jako Audrey Gibson
- Reese Hartwig jako Elliott Gibson
- Martha Hackett jako pani Gibson
- Burn Gorman jako pan Brand

## Odbiór

### Box office
Film Alexander – okropny, straszny, niezbyt dobry, bardzo zły dzień zarobił $67 mln w Ameryce Północnej, a $34.4 mln na innych terytoriach na całym świecie; łącznie $101.4 mln.

### Krytyka w mediach
Film Alexander – okropny, straszny, niezbyt dobry, bardzo zły dzień otrzymał mieszane recenzje od krytyków. W serwisie Rotten Tomatoes średnia ocen filmu wyniosła 61% ze średnią oceną 5,8 na 10. Na portalu Metacritic średnia ocen wyniosła 54 punktów na 100.

### Nagrody i nominacje
| Rok  | Miejsce                         | Nagroda               | Kategoria                | Odbiorcy i nominowani | Wynik     |
| ---- | ------------------------------- | --------------------- | ------------------------ | --------------------- | --------- |
| 2015 | People’s Choice Award           | Kryształowa Statuetka | Ulubiony film rodzinny   |                       | Nominacja |
| 2015 | Nickelodeon Kids' Choice Awards | Sterowiec             | Ulubiony aktor filmowy   | Steve Carell          | Nominacja |
| 2015 | Nickelodeon Kids' Choice Awards | Sterowiec             | Ulubiona aktorka filmowa | Jennifer Garner       | Nominacja |